# Aarhus GF Handball
Il Aarhus GF Håndbold è una squadra di pallamano maschile danese con sede a Aarhus.

È stata fondata nel 2001 tramite la fusione di quattro precedenti clubs, A.G.F., Aarhus KFUM, VRI e Brabrand IF

## Palmarès

### AGF Aarhus

#### Titoli nazionali
- Campionato danese di pallamano maschile: 3
  - 1956-57, 1958-59, 1960-61.
- Coppa di Danimarca: 1
  - 1966-67.

### Aarhus KFUM
- Campionato danese di pallamano maschile: 6
  - 1954-55, 1962-63, 1964-65, 1973-74, 1979-80, 1982-83.
- Coppa di Danimarca: 2
  - 1965-66, 1980-81.